# Ludolf Jakob von Alvensleben
Ludolf Jakob von Alvensleben (Wittenmoor, 9 agosto 1899 – Dortmund, 23 agosto 1953) è stato un militare tedesco durante la seconda guerra mondiale in servizio nell'Operazione Reinhard, con la quale il Reichsführer-SS Heinrich Himmler pianificò di uccidere sistematicamente gli ebrei d'Europa.
Alla fine della guerra fu SS- und Polizeiführer (SSPF) nella Repubblica Sociale Italiana. Dopo la guerra evitò il processo per la morte avvenuta in un incidente automobilistico.

## Biografia

### Primi anni di vita
Ludolf fu un membro della casata Alvensleben, una delle più antiche famiglie aristocratiche tedesche. Nacque a Wittenmoor, allora nella provincia prussiana della Sassonia, terzo dei quattro figli di Ludolf Udo von Alvensleben. Il fratello maggiore, Busso, morì nel 1918, durante la prima guerra mondiale. L'altro fratello maggiore Udo fu un famoso storico dell'arte e diarista.
Suo fratello minore Wichard e il cugino, Hauptmann Gebhard von Alvensleben furono entrambi ufficiali della Wehrmacht che aiutarono a salvare 139 importanti ostaggi dalle SS che scortarono il convoglio di camion dal campo di concentramento di Dachau a Niederdorf in Alto Adige, durante gli ultimi giorni della seconda guerra mondiale. Tra gli ostaggi, raccolti da vari campi e prigioni in tutta la Germania, c'era Werner von Alvensleben, che rimase nel campo di concentramento di Flossenbürg quando il suo convoglio si fermò sulla strada per Dachau. Gli altri ostaggi furono trasportati nel campo di concentramento di Dachau prima di essere inviati in Alto Adige. Come SS- und Polizeiführer Adria-West (SSPF) era l'ufficiale delle SS e del Sicherheitsdienst più anziano. Perché Wichard e Gebhard von Alvensleben non si siano presentati davanti alle guardie carcerarie rimane un mistero.
Come i suoi due fratelli maggiori, Ludolf Jakob von Alvensleben frequentò la Ritterakademie a Brandenburg an der Havel fino a quando si arruolò volontario nella prima guerra mondiale, unendosi al Magdeburgisches Husaren-Regiment Nr. 10, con sede a Stendal. Fu insignito della Croce di Ferro di II classe e congedato come tenente di riserva, fu poi attivo in una compagnia del Freikorps. Successivamente assunse la gestione della tenuta di famiglia a Plutowo, ricevuta in eredità da suo padre. Come conseguenza delle perdite territoriali tedesche imposte dal Trattato di Versailles, divenne uno dei tanti Junker che persero le loro terre in favore del nuovo stato polacco. Fu risarcito dalla Repubblica di Weimar, ma tuttavia perse questo compenso a causa dell'iperinflazione all'inizio degli anni '20. Era anche coinvolto in un franchising automobilistico Ford a Danzica che fallì durante la Grande Depressione.
Rovinato finanziariamente tornò in Sassonia, entrò a far parte delle SS (nº 52.195) nel giugno 1932 e del partito nazista (nº 1.313.391) nel settembre dello stesso anno. Fu assegnato allo staff dello SS-Abschnitt VII, con sede a Königsberg, e fu nominato SS-Untersturmführer il 9 novembre 1933. Salì rapidamente di grado e prestò servizio come aiutante del Reichssportführer, SA-Gruppenführer Hans von Tschammer und Osten. Fu anche assegnato allo staff del Reichsführer-SS dal 1935 al 1936 e allo SS-Hauptamt dal 1936 al 1939. Il suo incarico formale dal 1939 al 1943 fu presso lo SS-Personalhauptamt. Nel quinto anniversario della presa del potere da parte dei nazisti fu promosso al grado SS-Standartenführer.

## Seconda guerra mondiale

### In Polonia e Russia
In seguito all'invasione della Polonia nel settembre 1939, i legami familiari di Ludolf Jakob con l'aiutante personale del Reichsführer-SS Himmler, lo SS-Oberführer Ludolf-Hermann von Alvensleben, portarono al suo incarico di Inspektionsführer a Danzica-Prussia occidentale per il Volksdeutscher Selbstschutz. Riferì direttamente al suo omonimo e comandante del Volksdeutscher Selbstschutz, Ludolf-Hermann. Il nome simile, il coinvolgimento nel Selbstschutz, il fanatismo condiviso e le attività omicide, portò a confondere le identità di entrambi gli uomini da parte degli storici. Ludolf Jakob stabilì il suo quartier generale nella sua tenuta espropriata a Plutowo e pretese vendetta. Le cantine della tenuta divennero teatro di torture e omicidi di centinaia di ebrei e persone di etnia polacca.
Entro la fine di ottobre 1939, molti dei membri più giovani del Volksdeutscher Selbstschutz di Danzica-Prussia occidentale furono incorporati nell'Ordnungspolizei, nel Sicherheitsdienst o nella Wehrmacht con nuovi incarichi come addetti alla pulizia etnica presso il Reichskommissar fur die Festigung des Deutschen Volkstums (RKFDV) e le sue organizzazioni affiliate nell'operazione Intelligenzaktion Pommern. Alvensleben fu poi inviato nel distretto di Lublino per prestare servizio sotto il capo delle SS e della polizia, l'Oberführer Odilo Globočnik. Le sue responsabilità includevano l'organizzazione e la formazione del Volksdeutscher Selbstschutz a Lublino e dintorni. Successivamente è stato coinvolto nell'addestramento sia delle guardie Sonderdienst che Trawnikimänner. Nel febbraio 1940 divenne anche capo del campo di Lublino-Lipowa. Tra l'ottobre 1939 e la primavera e l'estate del 1940, utilizzò i suoi ausiliari del Volksdeutscher Selbstschutz nel massacro dell'intellighenzia polacca nella Prussia occidentale e successivamente a Lublino e Varsavia: l'operazione nota come AB-Aktion. Nell'aprile 1940, comandò il Selbstschutz durante il massacro di oltre 160 civili polacchi a Jozefow nel distretto di Lublino. Nel giugno 1940, sotto il suo ordine, a Radawiec fu compiuto un altro massacro di 27 civili.
Nel 1942 prestò servizio nelle Waffen-SS come Fachführer (ufficiale specializzato) e raggiunse il grado di Sturmbannführer. Durante il suo servizio gli fu conferita la Croce di Ferro e la Croce al Merito di Guerra di II classe. Il 1º novembre 1942 fu assegnato ai compiti di polizia sotto lo HSSPF Russland Süd, SS- Obergruppenführer Hans-Adolf Prützmann. Oltre agli altri compiti, ricoprì anche questo incarico fino al trasferimento in Italia nel maggio 1944.

### In Italia
In seguito all'armistizio tra l'Italia fascista e gli Alleati, il 13 settembre 1943 Globočnik fu nominato HSSPF della neonata Zona d'operazioni del Litorale adriatico, con quartier generale a Trieste. Globočnik portò con sé molti dei suoi fidati collaboratori dell'Operazione Reinhard, tra cui lo stesso Alvensleben dall'11 maggio 1944, il 27 ottobre 1944 fu nominato SS- und Polizeikommandeur per il "Friaul" con sede a Udine. Il 10 aprile 1945 gli fu conferito il titolo di SS- und Polizeiführer (SSPF) Adriatische-West che mantenne fino alla resa delle forze tedesche in Italia.

## Gli anni del dopoguerra e la morte
Dopo la guerra sfuggì alle indagini e al procedimento giudiziario e si dice che sia morto quando la sua macchina si ribaltò su una strada fuori Dortmund, nell'agosto del 1953. Non c'erano testimoni dell'incidente. Il capo della polizia al momento della scoperta e dell'identificazione del cadavere aveva prestato servizio sotto Alvensleben, nel sud della Russia, durante la guerra.